# Рихтгофен, Карл Отто Иоганн Терезиус фон
Барон Карл Отто Иоганн Терезиус фрайхерр фон Рихтго́фен (30 мая 1811, Дамсдорф — 7 марта 1888, Гёберсдорф (ныне Уданин, Сьродский повят (Нижнесилезское воеводство), Польша)) — немецкий учёный-германист, историк права, юрист, педагог, профессор Берлинского университета. Государственный и общественный деятель.

## Биография
Представитель известного немецкого дворянского рода Фон Рихтгофен.
С 1841 по 1860 год читал лекции по конституционному праву на юридическом факультете Берлинского университета. В 1850 году был членом парламента Эрфурта, затем прусской палаты депутатов.
Занимался исследованиями в области истории права, в частности исторической области Фрисландия и внёс большой вклад в создание исторической школы права.
Во время своего пребывания во Фрисландии и Гронингене фон Рихтгофен исследовал древнефризские юридические источники. Фон Рихтгофен страдал от болезни глаз и написал свою книгу Untersuchungen über friesische Rechtsgeschichte, когда был уже полностью слепым.

## Избранные труды
- «Friesische Rechtsquellen» (Берлин, 1840),
- «Altfriesisches Wörterbuch» (Гёттинген, 1840),
- «Untersuchungen über friesische Rechtsgeschichte» (Берлин, 1880—1886),
- «Lex Frisionum» (в «Monumenta Germaniae historica»),
- «Zur Lex Saxonum» (Берлин, 1868).

Отец Фердинанда фон Рихтгофена, геолога, географа и путешественника, основоположника геоморфологии.